# Bridger (Montana)
Bridger é uma cidade  localizada no Estado americano de Montana, no Condado de Carbon.

## Demografia
Segundo o censo americano de 2000, a sua população era de 745 habitantes. 
Em 2006, foi estimada uma população de 748, um aumento de 3 (0.4%).

## Geografia
De acordo com o United States Census Bureau tem uma área de 
1,6 km², dos quais 1,6 km² cobertos por terra e 0,0 km² cobertos por água. Bridger localiza-se a aproximadamente 1177 m acima do nível do mar.

## Localidades na vizinhança
O diagrama seguinte representa as localidades num raio de 32 km ao redor de Bridger. 